# کودکانه (ترانه)
کودکانه ترانهٔ ایرانی معروف با صدای فرهاد مهراد، شعر شهیار قنبری و آهنگ و تنظیم اسفندیار منفردزاده است که در سال ۱۳۵۵ ساخته و نخستین‌بار در سال ۱۳۵۶ در آلبوم «رنگارنگ ۳» منتشر شد. این ترانه با مضمون ایام عید نوروز آماده و به بوی عیدی نیز معروف شده است.
کودکانه یکی از آثار فرهاد است که پس از تولید مورد استقبال مخاطبان قرار گرفت و همچنان نیز به عنوان یکی از نوستالژیک‌ترین و پرخاطره‌ترین آثار موسیقی ایران در میان مردم به حساب می‌آید.

## پخش از صداوسیما
پخش این ترانه به همراه دیگر آثار فرهاد پس از درگذشت وی توسط سازمان صدا و سیما با اعتراض شدید خانواده وی مواجه و موجب شد تا آنها اقدامات مستمری را در احقاق حقوق معنوی و مادی پخش این آثار طی مکاتبات حقوقی و رسانه‌ای با قوه قضائیه و رسانه‌ها انجام دهند.

## بازخوانی دست‌کاری‌شدهٔ بنیامین بهادری
اجرای نسخه دست‌کاری شدهٔ ترانهٔ کودکانه توسط بنیامین بهادری، خوانندهٔ موسیقی پاپ، در برنامه تلویزیونی دورهمی، بازتاب گسترده‌ای در شبکه‌های اجتماعی داشت و با واکنش‌های منفی شهیار قنبری و اسفندیار منفردزاده مواجه شد. بنیامین بهادری این ترانه را به صورتی نامتعارف و با تغییر بخش‌هایی از ترانه و موسیقی اصلی اجرا کرد. فرید احمدی که شعر اصلی را تغییر داده است، آن را آرایه‌ای ادبی به نام تضمین می‌داند.
در فروردین و اردیبهشت ماه، بنیامین بهادری در لایو اینستاگرام خود در خصوص خواندن این ترانه گفت :"من از همسر فرهاد اجازه گرفته بودم. خیلی حرف‌ها را نمی‌توان گفت وگرنه اذیتم می‌کنند. فرهاد مهراد نیز بارها و بارها ترانه‌های افراد دیگر را بازخوانی کرده‌بود. بارها و بارها این ترانه را در کنسرت‌هایم اجرا کرده‌بودم اما در آن وقت کسی ایرادی از این کار نگرفته بود. می‌خواستیم اسم استاد منفردزاده و استاد قنبری را به عنوان ترانه‌سرا و آهنگساز بنویسیم، اما به ما اجازه ندادند و بعدها روزنامه کیهان می‌نویسد که بنیامین، خودش را آهنگساز بوی عیدی معرفی کرد. این آهنگ بارها و بارها در صدا و سیما گذاشته شده و حتی مجوز دارد. وی گفت که شرکت حوزهٔ موسیقی ترانه شرقی با مدیریت محسن رجب‌پور در نوروز سال ۱۳۸۹ برای این قطعه مجوز گرفته و در حدود ۳ الی ۴ هزار سی‌دی در نوروز ۸۹ منتشر کرده است، اما حال که می‌گویند این قطعه مجوز نداشته و برای من حاشیه درست می‌کنند، شرکت ترانه شرقی صحبتی نمی‌کند. وی افزود: در تمامی اجراهای خارج از کشورم، از این دو عزیز اسم برده بودم اما اکنون نیز از این دو بزرگوار عذرخواهی می‌کنم و مثل همیشه بار اشتباه افراد بر دوش ما خالی می‌شود.

## سایر اجراها
در نوروز ۱۳۹۹ این آهنگ توسط ابی در برنامهٔ مهمانی نوروزی که از شبکه ای ام‌بی‌سی پرشیا پخش می‌شد، بازخوانی شد.